# 名探偵コナン ピアノソナタ『月光』殺人事件
- 名探偵コナン
  - 名探偵コナンの漫画エピソード一覧 > 名探偵コナン ピアノソナタ『月光』殺人事件
  - 名探偵コナン (アニメ) > 名探偵コナンのアニメエピソード一覧 > 名探偵コナン ピアノソナタ『月光』殺人事件

『名探偵コナン ピアノソナタ『月光』殺人事件』（めいたんていコナン ピアノソナタ『げっこう』さつじんじけん）は、漫画『名探偵コナン』のエピソード及び通算18番目の事件。

## 概要
小学館の漫画雑誌『週刊少年サンデー』の1995年21・22合併号から27号まで、全6話で連載された。単行本では日本で同年11月18日発売の第7巻に収録されている。「月影島」という離島に招かれた主人公の江戸川コナン達が、島で起こる連続殺人事件に挑む姿を描く。

### 原作
「コナン（新一）が、推理で犯人を死に追いやってしまった」唯一のエピソードである。作者の青山剛昌によれば、「コナン」を描くにあたって求めた探偵像が「犯人を殺さずに、ちゃんと捕まえて罪を償わせる」ことで、本作で意図的に例外を描きたかったとのこと。コナンはこの事件の後、後悔の念から「推理で犯人を追い詰めて自殺させるような探偵は、殺人犯と変わらない」と探偵としての在り方を改めることとなった。この信念には服部平次も影響を受けており、ある事件では銃撃されながらも犯人の自殺を食い止めようとしている。
青山は、「（名探偵コナンにおいて）犯人は死なせません。月影島の話だけですね、最後に犯人が自殺して終わるのは」と、本作の犯人の最期が特別なものであることを述べている。コナン役を演じている高山みなみも本エピソードについて「ずっと心の中にあり、これからも心に留めて演じていきます」と語っており、青山との対談でも「印象に残っているのは、やっぱり月影島の事件」と言及している。

### アニメ版
アニメ版は1996年4月8日に「初の1時間テレビスペシャル（アニメ第11話）」として日本テレビ系列で放送された。2003年9月22日にも「名探偵コナンスーパーイヤー 秋の1時間特別版スペシャル」としてデジタルリマスター版が放送された。再放映時のOPでは青山剛昌が登場しており、本作に関したインタビューを受けている。
2021年には「アニメ『名探偵コナン』放送1000回記念プロジェクト」として、新規作画により新たに制作し直した「再起動（リブート）」版が3月6日と3月13日に2週連続の前後編（アニメ第1000話 - 第1001話）で放送された。ピアニストの小林愛実が、劇中で流れる『猫ふんじゃった』と『月光ソナタ』の演奏を担当する。「伝説の神回」として本エピソードがリブートされることについて、プロデューサーの米倉功人は「『名探偵コナン』に関わる一人の人間として、伝説の神回の「再起動」に携われたことを幸せに感じます。おそらく関係者全員、声にはしませんがそのように思っています」とコメントしている。

リブート版では、コナン・蘭・目暮以外の声優がオリジナル版と異なっている。

## ストーリー
麻生圭二（あそう けいじ）という男から意味深な手紙と依頼料50万円が届き、コナン・蘭・小五郎は伊豆沖の月影島に向かった。しかし、村役場で麻生について話を聞くと、ピアニストだった麻生は12年前に島で一家心中したと説明される。折しも月影島では村長選の真っただ中で、コナンたちは探偵事務所に来た手紙の送り主を捜すため、聞き込みを開始した。
手がかりを求めて島の公民館を訪ねると、麻生の友人だった月影島の前村長・亀山 勇（かめやま いさむ）の三回忌の法事が始まろうとしていた。そこでコナンたちは1台の年代物のピアノを発見する。そのピアノは、麻生が死んだ日の演奏会で弾いていた「呪われたピアノ」で、さらに亀山にも死をもたらしたとのことだった。そして、法事中に『月光』のメロディが流れ、一同がピアノの部屋に駆け付けると、村長候補の一人で村一番の資産家・川島 英夫（かわしま ひでお）の死体があった。川島は公民館に面した海で溺死させられ、直後に公民館まで運ばれたと推測された。コナンは麻生からの手紙の意味に気付き、川島の死が連続殺人の始まりに過ぎないことを悟る。
翌日、本庁から来た目暮警部たちによって村民38人の取り調べが行われるが、『月光』の第二楽章が流れ、現村長・黒岩 辰次（くろいわ たつじ）の刺殺体が役場の放送室で発見される。遺体の傍には血で書かれた楽譜の暗号が残されており、コナンがそれを読み解くと犯人からのメッセージが浮かび上がった。さらにその日の夜、ピアノの部屋で村沢 周一（むらさわ しゅういち）が何者かに殴り倒され、倉庫では麻生の幼なじみだった西本 健（にしもと けん）の首吊り死体が発見される。
その後、麻生圭二が残した楽譜が発見され、それを解読したコナンは小五郎の声を使って事件の真相を解明する。黒岩の死の現場に違和感を持っていたコナンが指摘した犯人は、検視を行った女医・浅井成実（あさい なるみ）だった。彼女の正体は、麻生圭二の息子・成実（せいじ）だったのである。真相を暴かれた成実はピアノの部屋に逃げ込み、公民館に火を放つ。圭二が遺した楽譜を手に説得を試みるコナンだが、公民館の外まで投げ飛ばされてしまう。コナンが燃え盛る公民館に戻ろうとすると、中からピアノの演奏が聞こえてきた。それは自殺を止めようとしてくれたコナンに対する、成実からの最後のメッセージだった。

## 登場人物
役名・担当声優はオリジナル版（1996年放送） / リブート版（2021年放送）の順に記載。1人しか記載されていない場合は同一のキャスト。

### メインキャラクター
- 江戸川コナン - 高山みなみ
- 毛利蘭 - 山崎和佳奈
- 毛利小五郎 - 神谷明 / 小山力也
- 目暮十三 - 茶風林

### ゲストキャラクター

#### 事件関係者
浅井 成実（あさい なるみ）
声 - 折笠愛 / 沢城みゆき
月影島の診療所に勤務する医師。26歳。東京本土の出身であり、島の穏やかな雰囲気に憧れていた。事件の際には検死を担当している。
清水 正人（しみず まさと）
声 - 沢木郁也 / 菅原正志
月影島村長選の立候補者で漁民代表。49歳。黒岩の政治手腕に不満を持つ漁民の支持を得る。警官曰く「少々短気」。
村沢 周一（むらさわ しゅういち）
声 - 天田益男 / 竹内良太
黒岩令子の婚約者。27歳。ニット帽とサングラスが特徴。かつて東京本土の専門学校に通っていた。ぶっきらぼうで口が悪いが、警官曰く「根は良い男」。
黒岩 令子（くろいわ れいこ）
声 - 速水圭 / 深見梨加
黒岩の娘。27歳。ヒステリックな性格だが父を慕っており、彼と対立している清水を嫌っている。
平田 和明（ひらた かずあき）
声 - 伊井篤史 / 井上倫宏
黒岩の秘書。31歳。2年前に急死した前村長・亀山の死体の第一発見者。一見人が良さそうに見えるが、警官曰く「一番曲者」。公民館で夜な夜な川島と何かしらのやり取りをしている。
川島 英夫（かわしま ひでお）
声 - 笹岡繁蔵 / 坂口哲夫
月影島村長選の立候補者で村一番の資産家。56歳。黒岩の不人気ぶりが追い風となり、村長選で当選を窺う勢い。黒岩曰く金の使い方が上手いが、本人曰く「彼から学んだ」らしい。公民館で夜な夜な平田と何かしらのやり取りをしている。
黒岩 辰次（くろいわ たつじ）
声 - 飯塚昭三 / 辻親八
月影島村長で令子の父。56歳。前村長・亀山の後任となったが、村民の評判は悪く、村長選の情勢は劣勢。娘共々、村長選に出馬した清水と対立しており、川島とは憎まれ口を叩き合っている。
西本 健（にしもと けん）
声 - 中村秀利 / 斎藤志郎
麻生や黒岩の幼なじみ。55歳。かつては羽振りがよく、酒に女に博打にと遊び暮らしていたが、前村長・亀山の死後は何かに怯えるようになり、自宅に引きこもる生活を送っている。
亀山 勇（かめやま いさむ）
声 - なし
故人。月影島の前村長。2年前の満月の夜に公民館で麻生が最期に弾いていたピアノを弾き、心臓麻痺を発症して死亡した。元々心臓が悪かったらしいが、遺体として発見された時は何か恐ろしいものを見たような表情をしていた。
麻生 圭二（あそう けいじ）
声 - なし
故人。月影島出身で生前はピアニストだったが、12年前に公民館で演奏会を開いた後に、家族と共に自宅にこもって火を放ち、ベートーヴェンのピアノソナタ『月光』を弾きながら焼身自殺した。小五郎宛の手紙の差出人として彼の名が使われており、今回の事件も島の人間からは殺人というよりも麻生の祟りではないかと思われている。

#### その他のキャラクター
警官
声 - 長島雄一 / 麦人
月影島に常駐している老巡査。本名は不明。少々とぼけているが、地元には詳しい。目暮の下で捜査を行い、犯人を特定する重大な証拠を発見する。
ケン太
声 - 岩居由希子 / 担当声優不詳
成実が診察していた少年。フルネームは不明。
主任 / 上司
声 - 名取幸政 / 各務立基
月影島村役場の主任。
係員 / 職員
声 - 高戸靖広 / 三戸耕三
月影島村役場の職員で窓口の係員。
選挙カー / アナウンス
声 - 岩居由希子 / 鳥海勝美
清水の選挙対策本部の委員。選挙カーでアナウンス宣伝をしていた。原作では声のみの登場。アニメではオリジナル版は女性で、リブート版では男性とされている。

## 音楽
オリジナル版オープニングテーマ「胸がドキドキ」
作詞・作曲 - 甲本ヒロト、真島昌利 / 編曲・歌 - THE HIGH-LOWS
オリジナル版エンディングテーマ「STEP BY STEP」
作詞・作曲 - 森重樹一 / 編曲・歌 - ZIGGY
リマスター版オープニングテーマ「君と約束した優しいあの場所まで」
作詞 - 三枝夕夏 / 作曲・編曲 - 小澤正澄 / 歌 - 三枝夕夏 IN db
リマスター版エンディングテーマ「君という光」
作詞 - AZUKI七 / 作曲 - 中村由利 / 編曲 - 古井弘人 / 歌 - GARNET CROW
Reboot版オープニングテーマ「ZEROからハジメテ」
作詞・歌 - 倉木麻衣 / 作曲 - Erik Lidbom、Jon Hallgren、youth case / 編曲 - Jon Hallgren
Reboot版エンディングテーマ「Reboot」
作詞 - aireen / 作曲・編曲 - 内澤崇仁 / 歌 - 宮川愛李

## スタッフ
- 原作 - 青山剛昌
- 企画（オリジナル版） / スーパーバイザー（リブート版） - 諏訪道彦
- キャラクターデザイン、総作画監督（リブート版） - 須藤昌朋
- 美術監督 - 渋谷幸弘（オリジナル版） / 東潤一（リブート版）
- 美術設定 - 光元博行（オリジナル版） / 本多康之（リブート版）
- 撮影監督 - 堀越弘伸（オリジナル版）、小川隆久
- 音響監督 - 小林克良（オリジナル版） / 浦上靖之、浦上慶子（リブート版）
- 音楽プロデューサー - 堀尾裕樹（オリジナル版）
- 音楽 - 大野克夫
- 編集 - 岡田輝満
- ストーリーエディター - 飯岡順一
- 色彩設計 - 平山礼子（オリジナル版） / 海鋒重信（リブート版）
- 制作担当 - 小島哲（オリジナル版） / 宇高大介・坪川淳史（リブート版）
- 原案協力 - 週刊少年サンデー編集部
- プロデューサー - 諏訪道彦、柳内一彦、吉岡昌仁（オリジナル版） / 米倉功人、寺島清晃（リブート版）
- アソシエイトプロデューサー - 近藤秀峰（リブート版）
- チーフプロデューサー - 佐々木加奈、石山桂一（リブート版）
- 監督 - こだま兼嗣（オリジナル版） / 山本泰一郎、鎌仲史陽（リブート版）
- 構成・絵コンテ - こだま兼嗣、風原朽（オリジナル版） / 山本泰一郎（リブート版）
- 演出 - 佐藤育郎、山口祐司（オリジナル版） / 吉村あきら、山本泰一郎（リブート版）
- 作画監督 - 須藤昌朋、高谷浩利（オリジナル版） / 岩井伸之、佐々木恵子、かわむらあきお（リブート版）
- デザインワークス - 森木靖泰（オリジナル版） / 小川浩（リブート版）
- サブキャラクターデザイン - 増永麗（リブート版）
- エフェクト作画監督 - 小澤和則（リブート版）
- 動画チェッカー（オリジナル版） / 動画監督（リブート版） - 江野沢柚美（オリジナル版） / 谷口昌彦、奥本静香、川崎真穂（リブート版）
- 色指定 - 平山礼子（オリジナル版） / 小川真紗代、國井彩香（リブート版）
- 仕上検査 - 小川真紗代、國井彩香（リブート版）
- 特殊効果 - 林好美
- 整音（オリジナル版） / ミキサー（リブート版） - 大城久典、山本寿（オリジナル版） / 小沼則義（リブート版）
- 音響効果 - 横山正和[注 3]（オリジナル版） / 石野貴久[注 4]、横山亜紀（リブート版）
- 音響制作デスク - 太田恵理子（リブート版）
- 広報 - 村田真哉、蔭山衣子、阿部真一郎（オリジナル版） / 小林杏奈、北本ひかり（リブート版）
- タイトル - 田上淑子
- 文芸担当 - 小宅由貴恵（リブート版）
- 設定制作 - 鈴木美玲、下村弘樹（リブート版）
- 制作進行 - 泉岳男、小林弘明（オリジナル版） / 桂畑みなみ、LEE GOEUN、福西将士（リブート版）
- アニメーション制作 - V1Studio（リブート版）
- 制作 - よみうりテレビ（オリジナル版） / ytv（リブート版）、東京ムービー（オリジナル版） / トムス・エンタテイメント（リブート版）

## プロモーション
2020年12月16日に「『名探偵コナン』放送1000回記念プロジェクト」が始動し、第1弾の企画として「再起動（リブート）される神回を当てろ！」が発表された。これは、1000話目で最新の制作陣や技術によって「新しく作り直す＝再起動」する「伝説の神回」と呼ばれるエピソードを予想する企画となっており、そのヒントとして3枚のビジュアルが公開された。ビジュアルには工藤新一、怪盗キッド、服部平次による「伝説の神回」に纏わるセリフが描かれているほか、背景にも「伝説の神回」を含んだ数千枚にも及ぶ過去の人気エピソードのカットが散りばめられている。2021年1月13日には、灰原哀、毛利小五郎、毛利蘭を描いた追加ビジュアルが公開された。
1000回記念プロジェクトの第2弾として「The Best of OPED」がスタートし、アニメ『名探偵コナン』の公式YouTube チャンネルで歴代のオープニングテーマとエンディングテーマの全115曲が2021年1月8日に一挙公開され、人気投票の結果、1位がWANDSの真っ赤なLip、2位が倉木麻衣のSecret of my heart、3位が小松未歩の謎となった。また、本作のリブート発表後から視聴者参加型のYouTube企画「#コナン月光チャレンジ」が行われている。
2021年3月6日には前編放送直後に放送されたバラエティ番組『満天☆青空レストラン』にコナンの着ぐるみが高山みなみの声入りで登場し、1000回放送の報告や劇場版第24作『緋色の弾丸』の告知を行った後、それ以降のナレーションを産休中の水樹奈々に代わる形で高山が担当した。